# Severokazachstánská oblast
Severokazachstánská oblast (kazašsky Солтүстік Қазақстан облысы, rusky Северо-Казахстанская область) je oblast na severu Kazachstánu. Byla založena 29. července 1936 v rámci Kazašské SSR. V letech 1962–64 byla součástí Celinného kraje. Má rozlohu 123 200 km². Má 725 900 obyvatel a nachází se v ní 4 města a 1 sídlo městského typu. Je rozdělena na 16 administrativních okresů. Hlavním městem je Petropavl.

## Poloha
Oblast hraničí se třemi oblastmi Kazachstánu (Kostanajskou na západě, Akmolskou na jihu a Pavlodarskou na jihovýchodě) a třemi oblastmi Ruska (Kurganskou na severozápadě, Ťumeňskou na severu a Omskou na severovýchodě).
Oblast zaujímá jižní okraj Západosibiřské roviny a na jihu část Kazašské pahorkatiny. Reliéf se vyznačuje mnohými jezerními sníženinami, stepními propadlinami, nevysokými hřebeny a úvaly, které se střídají s kotlinami. Nadmořská výška je 115 až 120 m na severovýchodě a až 200 m na jihu a jihovýchodě.

## Klima
Klima je ryze kontinentální. Zima je mrazivá a dlouhá (více než 5 měsíců), s malým množstvím sněhu. Léto je relativně horké, s převládajícím jasným a většinou suchým počasím. Průměrná teplota v červenci 18,8 až 19,5 °С a v lednu -18,5 až -19,5 °С. Množství srážek za rok je 300 až 340 mm, z čehož ¾ připadají na teplou část roku.

## Vodní zdroje
Řeky náleží k povodí Obu. Oblastí protéká střední tok Išimu (400 km) s přítokem Imanburluk. Nachází se zde více než 1 000 jezer, především na severozápadě. Mnohá z nich periodicky vysychají. Převládají sladkovodní jezera. Největší jsou Šaglyteniz, Severní a Jižní Kak, Akuš, Tarankol, Mengisor a Stanovoje.

## Půdy a flóra
Oblast se nachází na pomezí zóny stepí a lesostepí. Z lesostepí převažují jižní a prašná lesostep. Jižní lesostep pokrývá severní část oblasti a rostou v ní březové nebo osikovo-březové lesy na šedých lesních půdách, které se střídají s travnatými loukami na lučních černozemích. Nachází se zde ostřicové bažiny a vrbová houští. Prašná lesostep zabírá převážnou část oblasti. Osikovo-březové háje se střídají s převládající travnato-kavylovou stepí na černozemích, jež jsou převážně rozorané. Lesy, převážně březové, tvoří 8 % oblasti.

## Fauna
Vyskytují se zde losi evropští, sobi, sibiřské srny, vlci, lišky, korsaci, zajíci polní a sněžní, rejsci a ježci. Aklimatizovala se zde ondatra. V jezerech a řekách je mnoho ryb, zejména štiky, karasi, okouni, ježdíci a jelci.